# Cmentarz przy ulicy Wróblewskiego w Katowicach
Cmentarz przy ulicy Wróblewskiego w Katowicach – najstarsza nekropolia miasta Katowice, zlokalizowana w dzielnicy Bogucice, przy ulicy Walerego Wróblewskiego i ulicy Podhalańskiej.

## Cmentarz parafialny

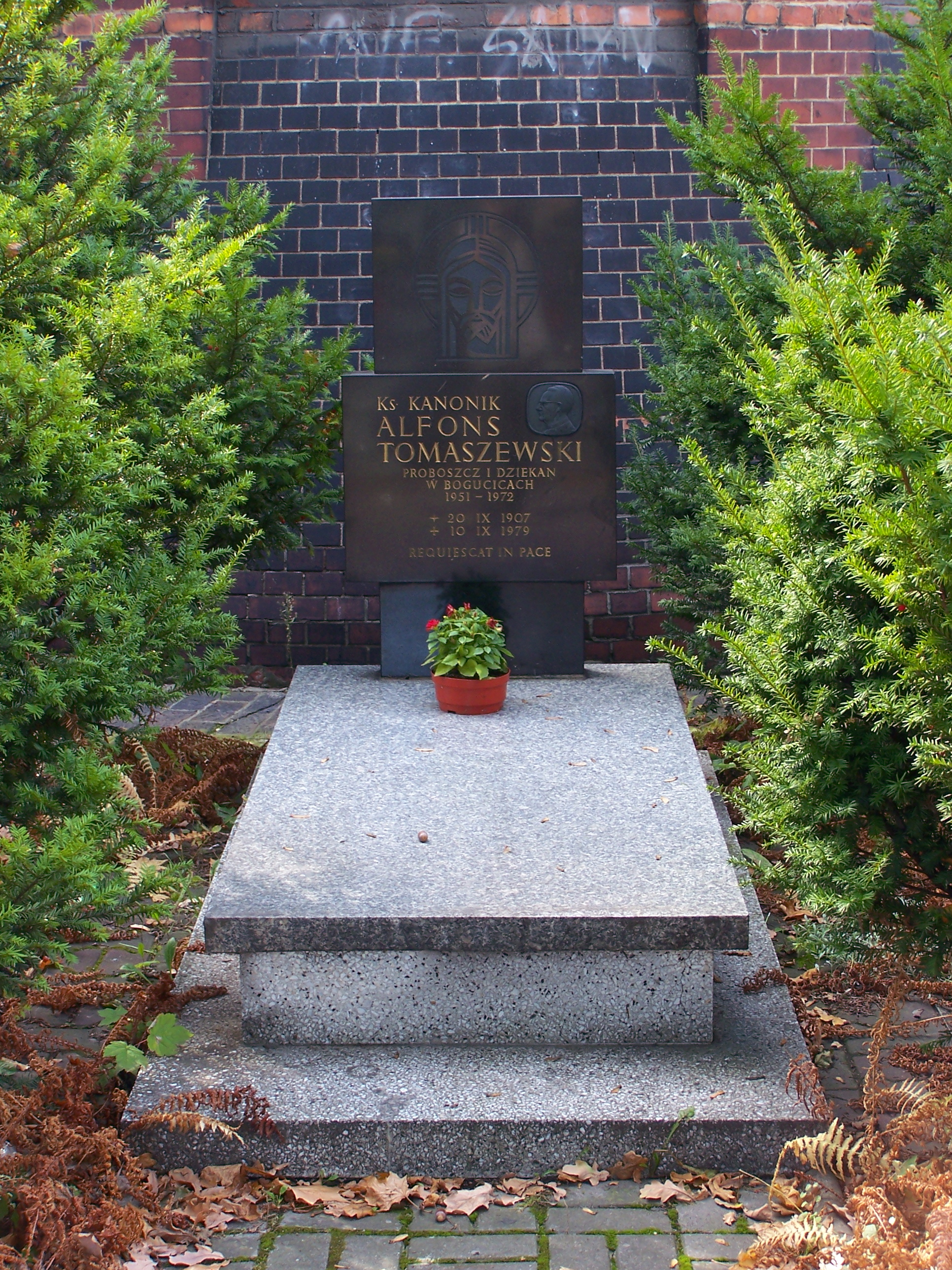
Grób księdza kanonika Alfonsa Tomaszewskiego (2007)

Pierwsza wzmianka o cmentarzu pojawiła się w 1598, w protokole wizytacji parafii bogucickiej, sporządzonym przez ks. Kazimierskiego. Nekropolia została usytuowana na górce w Bogucicach wokół drewnianego kościółka. Fragment protokołu wizytacji z 1598:

W tejże parafii jest sławna kaplica pod wezwaniem Nawiedzenia Najświętszej Maryi Panny. [...] Największy napływ ludności [concursus populi maximus] jest w święto Nawiedzenia Najświętszej Maryi Panny. Kaplica ta jest w miejscu starszej i mniejszej, podobnie jak poprzednia, z ofiar ludu zbudowana.

Do dzisiejszych czasów przetrwały nagrobki z XIX wieku (najstarszy to grób Bartłomieja Kulerskiego, zmarłego 12 stycznia 1825). Na cmentarzu znajduje się kaplica cmentarna z 1910. Cmentarz funkcjonuje jako regularny po likwidacji cmentarza przykościelnego w 1894, spowodowanej budową nowej świątyni.
Mogiły powstańcze
- mogiła zbiorowa wojenna Alojzego i Walentego Stawowych poległych w I powstaniu śląskim[7]
- mogiła Franciszka Domogały poległego w III powstaniu śląskim
- mogiła zbiorowa wojenna Franciszka Kusia i Rudolfa Lanusznego poległych w III powstaniu śląskim[7]

Pośrodku głównej alei cmentarnej zlokalizowany jest krzyż na neogotyckim cokole, z figurką Matki Boskiej Bolesnej. Pod figurką znajduje się inskrypcja:

Któryś za nas był ukrzyżowany, Jezu Chryste zmiłuj się nad zmarłymi. Ojcze nasz, Zdrowaś Maryja, 1881 r.

## Cmentarz bonifraterski
Cmentarz bonifraterski założono w 1874 bezpośrednio przy cmentarzu parafialnym. Początkowo był on przeznaczony jedynie dla zakonników. W XX wieku zaczęto tam chować mieszkańców dzielnicy i okolic. Teren dzisiejszego cmentarza bonifraterskiego był jeszcze w latach 50. zajmowany przez pole uprawne należące do zakonników. Później stopniowo zaczęto powiększać nekropolię. Na cmentarzu znajduje się zbiorowy grób wojenny, w którym pochowano sześciu nieznanych żołnierzy Wojska Polskiego poległych we wrześniu 1939 roku.

## Cmentarz przybazylice św. Szczepana
Pozostałość cmentarza znajdującego się przy dawnym drewnianym kościółku. Usytuowany jest on w narożniku placu kościelnego między ul. ks. Leopolda Markiefki i ul. Leopolda. Znajduje się na nim kilka mogił z połowy XIX wieku. Obecnie trudno odczytać zatarte napisy na starych płytach. Teren tego małego cmentarza jest zadbany i odpowiednio wkomponowany w architekturę placu kościelnego.